# Eclipse lunar de 4 de maio de 2004
| Eclipse Lunar Total 4 de maio de 2004 | Eclipse Lunar Total 4 de maio de 2004 |
| --- | ------------------------------------- |
| Totalidade vista de Haifa, Israel, 3:17 UTC |                                       |
| A Lua cruzando a metade sul do cone de sombra da Terra, de oeste para leste (da direita para a esquerda), com o disco lunar avermelhado durante a totalidade. |                                       |
| Gamma | -0.3132                               |
| Saros (e membro) | 131 (33 de 72)                        |
| Sequência de eclipses lunares |                                       |
| Anterior | 9 de novembro de 2003                 |
| Próximo | 28 de outubro de 2004                 |
| Duração (hr:mn:sc) |                                       |
| Total | 1:15:29                               |
| Parcial | 3:23:14                               |
| Penumbral | 5:15:49                               |
| Fases e Horários do Eclipse (UTC) |                                       |
| P1 | 17:52:17                              |
| U1 | 18:48:37                              |
| U2 | 19:52:29                              |
| Máximo | 20:30:13                              |
| U3 | 21:07:58                              |
| U4 | 22:11:51                              |
| P4 | 23:08:06                              |
| O trajeto da Lua ao longo do cone de sombra, em nodo descendente, na constelação de Libra.                                                                    |                                       |

O eclipse lunar de 4 de maio de 2004 foi um eclipse lunar total, o primeiro de dois eclipses totais do ano. Teve magnitude umbral de 1,3035 e penumbral de 2,2627.. Foi o terceiro de uma sequência consecutiva de quatro eclipses totais, conhecida como tétrade. Popularmente, os eclipses totais são conhecidos como "Luas de Sangue" ou "Luas Vermelhas".
Durante o máximo da totalidade, a Lua ficou totalmente coberta pela umbra terrestre, ficando com uma gama avermelhada e escura em sua superfície, sendo bem escuro ao sul do disco lunar, que ficou bem próximo do centro da umbra, enquanto que ao norte ficou relativamente mais claro.
A Lua cruzou a metade sul da faixa de sombra da Terra, em nodo descendente, dentro da constelação de Libra.

## Tétrade
Este eclipse foi o terceiro da temporada de tétrades, ocorrida entre 2003 e 2004. Uma tétrade é uma série de ocorrência de quatro eclipses totais consecutivos, que normalmente é composta por dois eclipses dentro do período de dois anos. Os últimos eclipses da temporada foram os eclipses totais de  16 de maio de 2003 e  9 de novembro de 2003. O próximo e último da sequência foi o eclipse total de  28 de outubro de 2004.

## Visibilidade
O eclipse foi visível na África, Antártida, Oceano Índico, Oriente Médio, praticamente toda a Europa e Austrália, quase toda a Ásia, em grande parte do Oceano Atlântico e na faixa leste da América do Sul.
| Simulação da Terra vista da Lua durante o máximo da totalidade - 20:30 UTC. A região ao leste de Madagascar obteve a melhor observação do meio do eclipse, de onde foi visível à meia-noite. |

## Série Saros
Eclipse integrante do ciclo lunar Saros 131, sendo membro de número 33, com total de 72 eclipses na série. O eclipse anterior da série foi o eclipse total de 24 de abril de 1986, pertencente à temporada anterior de tétrades (1985-86). O próximo será o eclipse total de 16 de maio de 2022.